# Бюзінген-ам-Гохрайн
Бюзінген-ам-Гохрайн (нім. Büsingen am Hochrhein) — громада в Німеччині, розташована в землі Баден-Вюртемберг. Підпорядковується адміністративному округу Фрайбург. Входить до складу району Констанц.
Є анклавом, оточеним з усіх боків територією Швейцарії. З початку XIX ст. громада відокремлена від решти території Німеччини вузькою (700 метрів у найвужчому місці) смугою території швейцарської комуни Дерфлінген.
Площа — 7,62 км2. Населення становить 1519 ос. (станом на 31 грудня 2020).

## Історія
Місто довго перебувало у володіннях Австрії, поки після укладення Пресбурзького миру під час Наполеонівських війн не стало частиною німецького Вюртемберзького королівства.
У 1918 році, після Першої світової війни, у Бюзінгені пройшов референдум, на якому 96% голосуючих висловилися за приєднання до Швейцарії. Однак цього не сталося через те, що Швейцарія не змогла надати землі для рівноцінного обміну, і, отже Бюзінген досі залишається анклавом Німеччини. Пізніші спроби були відкинуті Швейцарією.
Як анклав, Бюзінген був формально визначений у 1967 році, під час переговорів між Західною Німеччиною та Швейцарією. У той же час західнонімецький анклав Ференахоф, що складається з трьох будинків і менше дюжини людей, став частиною Швейцарії.

## Особливості
Бюзінген-ам-Хохрайн є анклавом Німеччини. На заході, півночі і сході селище межує з швейцарським кантоном Шаффхаузен, на півдні — берег Рейну, через який розташовуються кантони Цюрих і Тургау. З початку XIX століття місто було відокремлено від основної території Німеччини вузькою смугою землі (приблизно 700 метрів), на якій розташовується швейцарське село Дерфлінген.
Адміністративно Бюзінген є частиною Німеччини, що належить до земельного району Констанц, у федеральній землі Баден-Вюртемберг, але економічно він є частиною Швейцарської митної зони, так само, як незалежне князівство Ліхтенштейн та італійське місто Кампьоне-д'Італія. На середину 2010-х прикордонний контроль між Швейцарією, Бюзінгеном та іншою частиною Німеччини не здійснюється, після входження Швейцарії до Шенгенської зони у вересні 2008 року.

## Особливі угоди між Бюзінгеном (Німеччина) та Швейцарією
Виходячи зі статті 31 Митної угоди Європейського союзу, Бюзінген не є частиною митної території ЄС через його приналежність до Швейцарської митниці, що має інші положення та інструкції.

### Валюта
Бюзінген є єдиним німецьким містом, у якому люди використовують переважно швейцарський франк, хоча формально єдиним легальним платіжним засобом на території Німеччини є євро. До кінця 1980-х років у Бюзінгені не приймалась німецька марка. Навіть бюзінгенська пошта приймала тільки швейцарські франки для оплати за німецькі поштові марки. Прийняті пізніше поправки зобов'язали приймати до оплати німецьку марку і пізніше — євро. Але сьогодні швейцарський франк, як і колись, більш популярний з причини того, що більшість місцевих жителів працюють у Швейцарії і отримують платню саме в швейцарських франках.

### Міждержавні угоди
9 вересня 1957 року в Локарно була проведена конференція між Швейцарією і Німеччиною з метою врегулювати юрисдикції двох країн у Бюзінгені. Угода була підписана 23 листопада 1964 року і набула чинності 4 жовтня 1967 року.
Згідно з цією угодою, кантональній поліції Шаффхаузена дозволяється самостійно арештовувати людей у Бюзінгені і етапувати їх до Швейцарії. Кількість швейцарських поліцейських обмежується 10, у той же час кількість німецьких офіцерів поліції обмежується трьома на 100 жителів. Швейцарська поліція має юрисдикцію тільки в тих секторах, де застосовуються швейцарські закони, в іншому випадку відповідальність переходить до німецької поліції.
Офіцери німецької поліції, що прямують в Бюзінген, повинні використовувати встановлені маршрути і утримуватися від будь-яких офіційних дій доти, поки вони перебувають під швейцарською юрисдикцією.

### Освіта
Бюзінген має дитячий садок. Нинішню будівлю було відкрито в 1987 році, але вже в 1988 році вона була переповнена, через що було проведено розширення. Діти до 4 класу можуть відвідувати місцеву початкову школу. Потім батьки можуть вибрати як швейцарську, так і німецьку школу.

### Реєстрація транспортних засобів
З митних причин Бюзінген має свій префікс (BÜS) на номерному знаці, хоча є частиною району Констанц зі своїм префіксом «KN». Такий спеціальний номерний знак зроблений для того, щоб спростити роботу швейцарської митниці. Тільки транспорт з префіксом BÜS на німецькому номерному знаку визнається під швейцарською юрисдикцією.
Є дуже мало номерних знаків з префіксом BÜS. Номерні знаки з BÜS  є найрідкіснішими на території Німеччини.

### Пошта і телекомунікації
У Бюзінгені розташоване німецьке поштове відділення; Бюзінген має два поштових індекси — один швейцарський і один німецький. Щоб відправити лист в Бюзінген, адреса має бути такою:
 8238 Büsingen am Hochrhein 
 Schweiz 
або:
 78266 Büsingen am Hochrhein 
 Deutschland 
Листи з Бюзінгену можуть бути франкіровані швейцарськими або німецькими марками. Звичайний лист з Бюзінгену до Швейцарії вимагає швейцарських марок на суму 85 рапів або німецьких на суму 62 євроцентів (приблизно 74 рапів). Телефонний зв'язок представлений як Deutsche Telekom так і Swisscom.
Крім того, жителі Бюзінгену можуть використовувати як німецькі телефонні номери (з кодом +49 7734), так і швейцарські (з кодом +41 52).

## Галерея

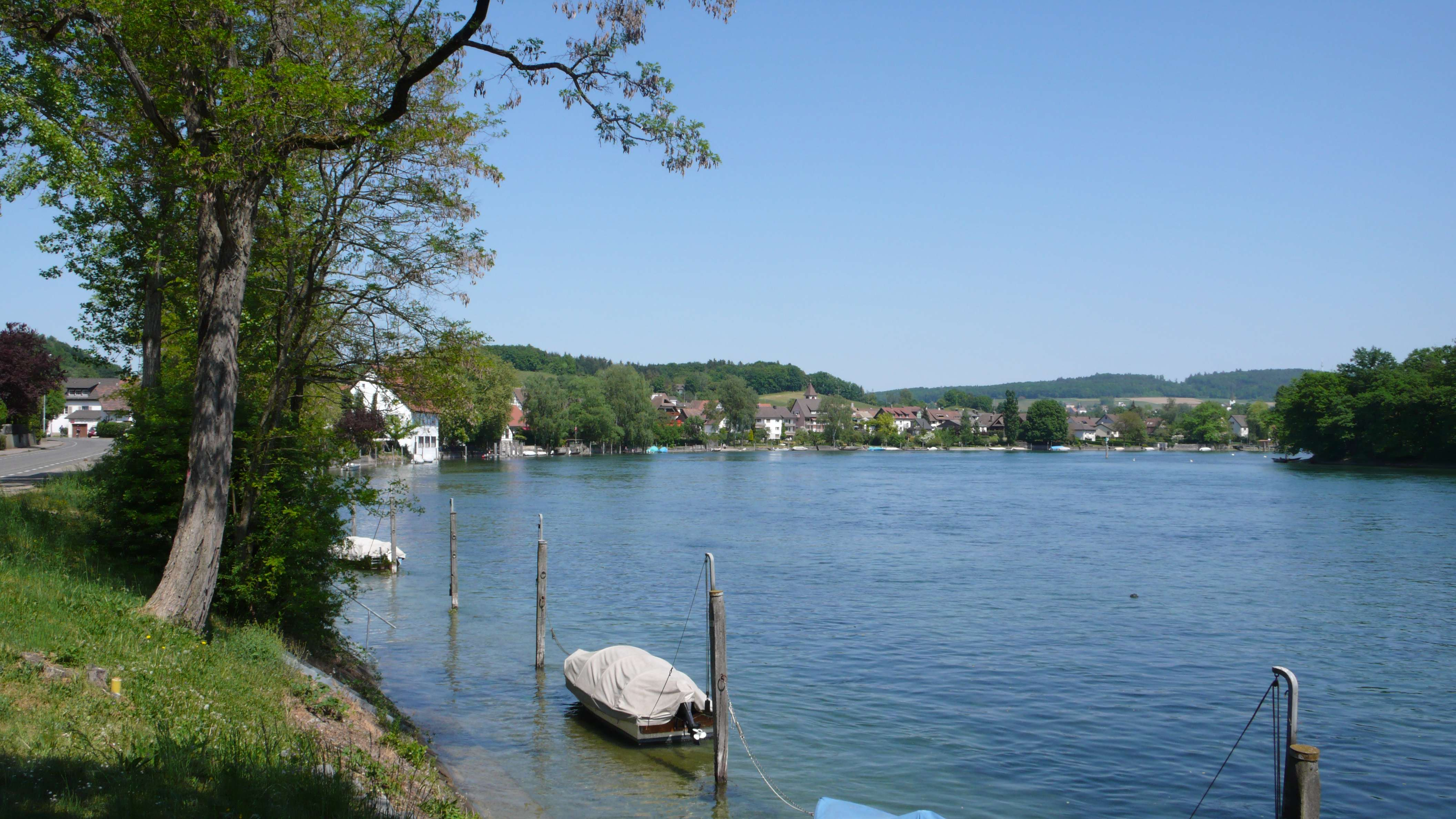
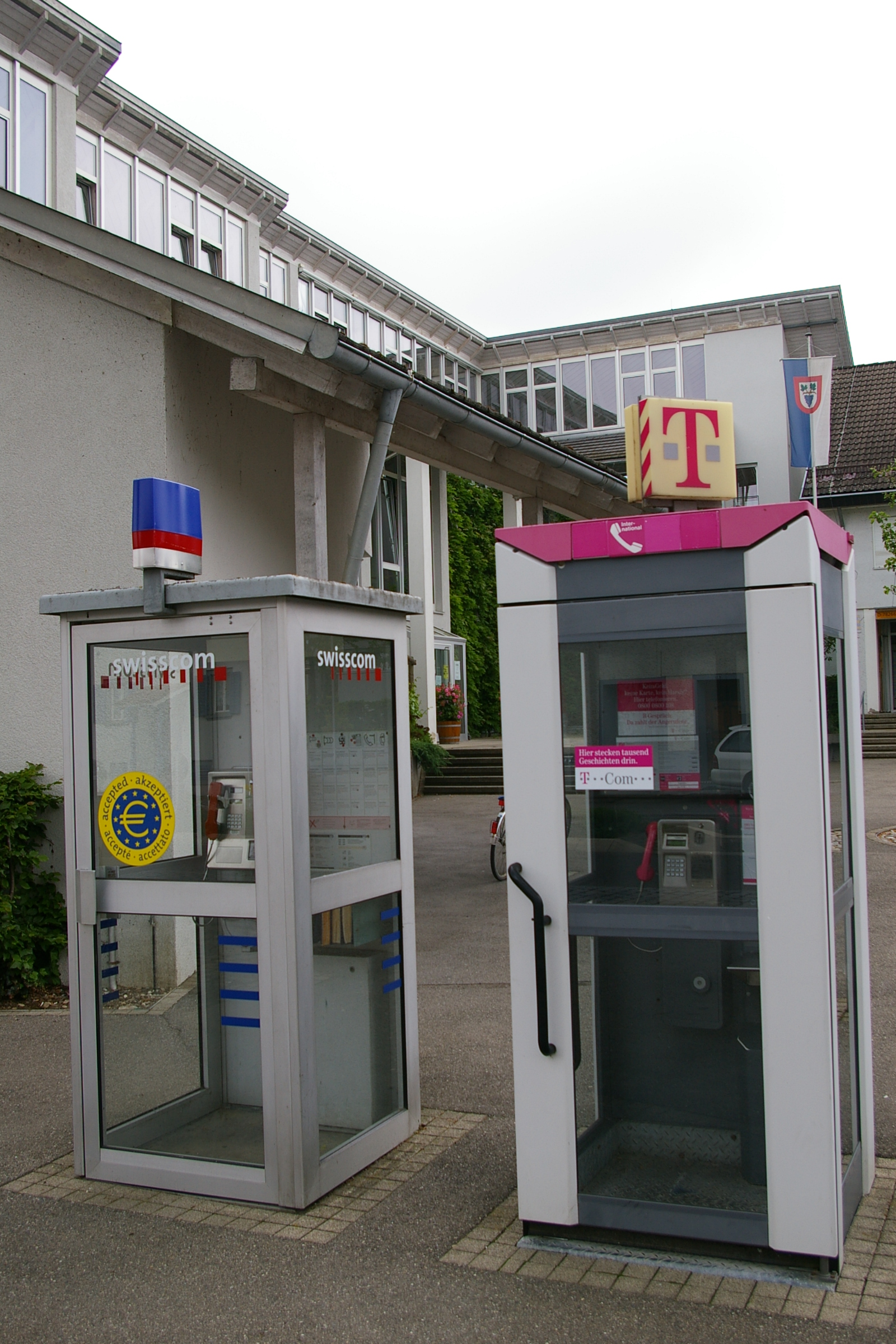
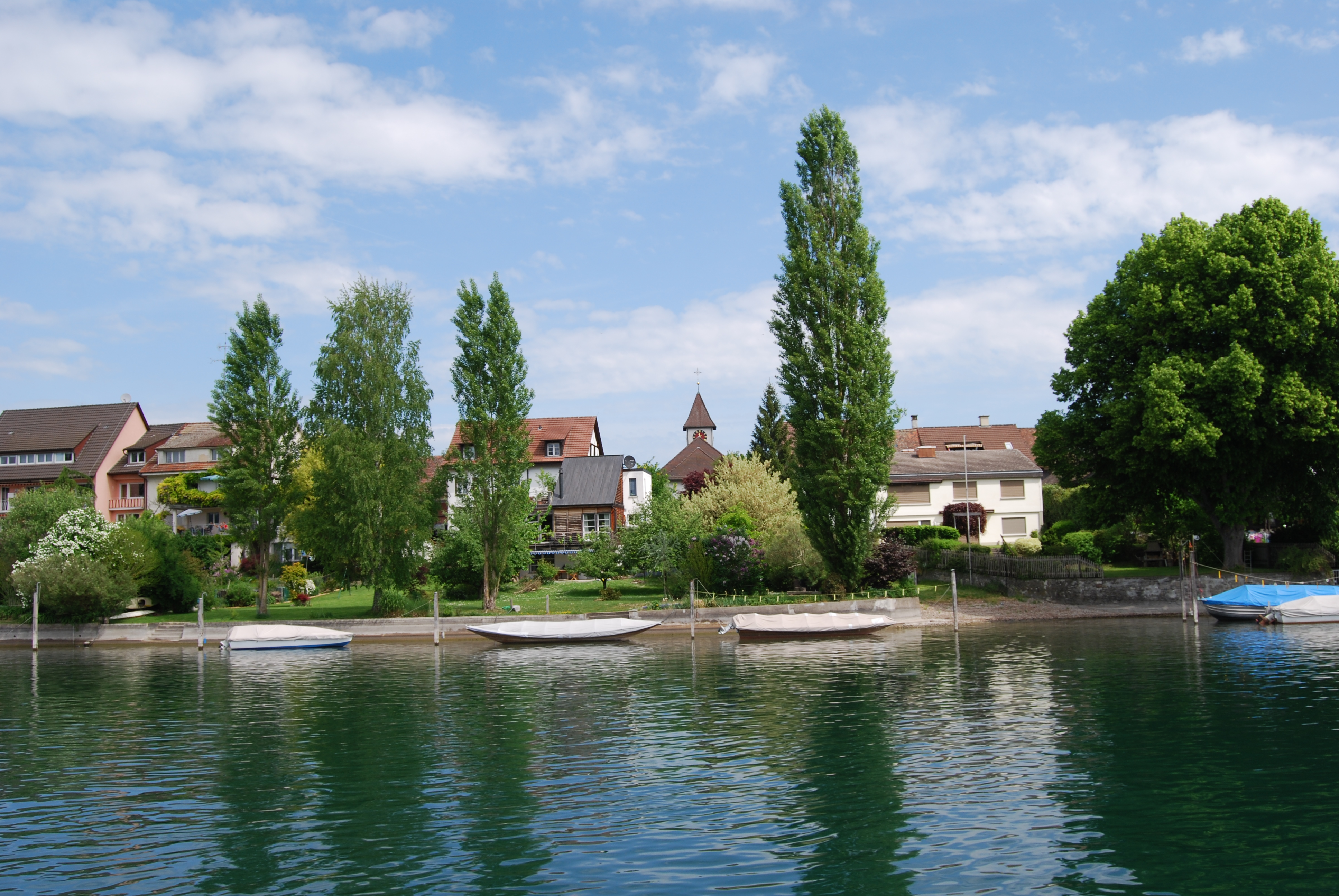
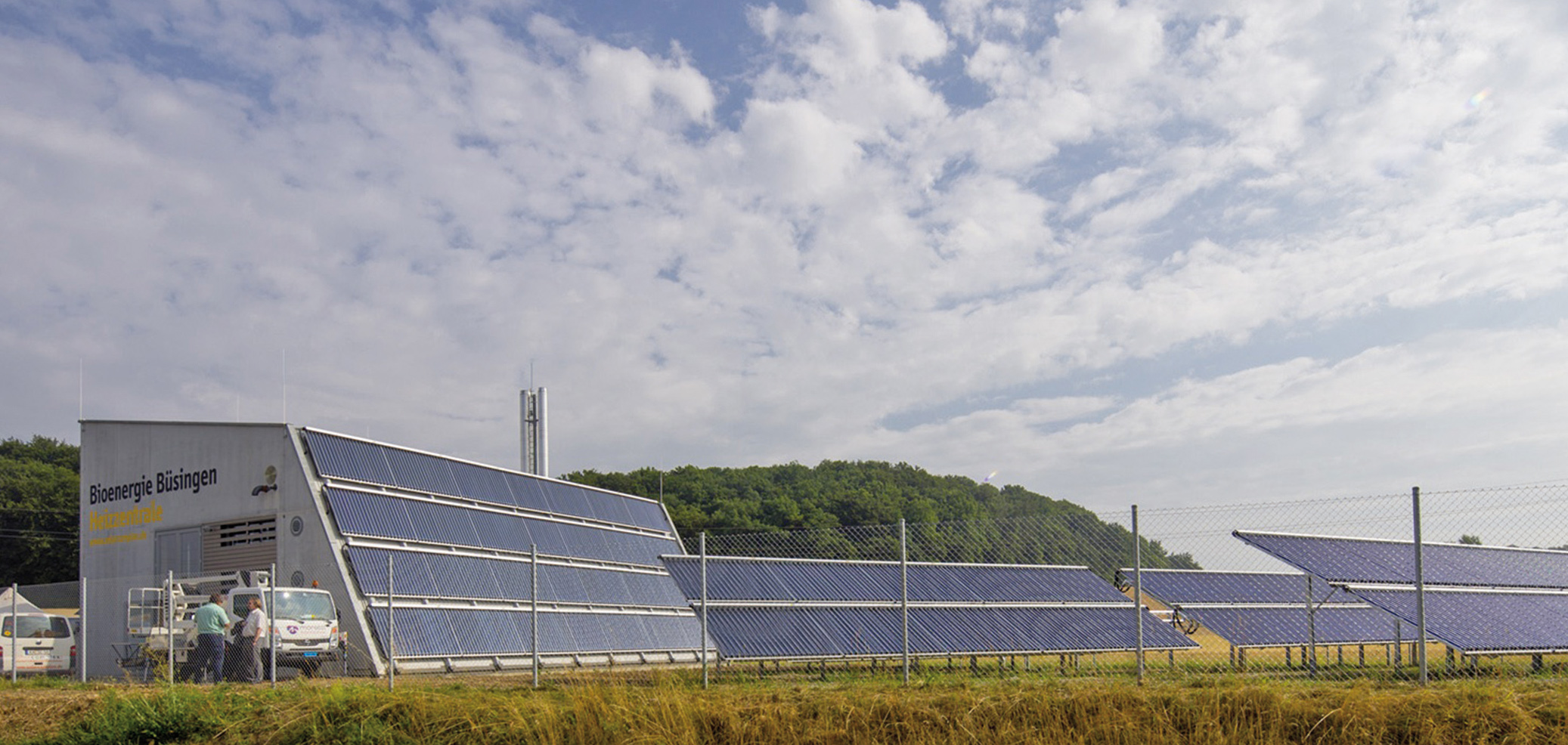